# Barrett, Texas
Barrett là một nơi ấn định cho điều tra dân số (CDP) thuộc quận Harris, tiểu bang Texas, Hoa Kỳ. Năm 2010, dân số của nơi này là 3199 người.

## Dân số
- Dân số năm 2000: 2872 người.
- Dân số năm 2010: 3199 người.